# Sinfonia n. 2 (Beethoven)
La Sinfonia n. 2 in re maggiore Op. 36 di Ludwig van Beethoven, composta fra il 1800 e 1802, fu eseguita il 5 aprile 1803 al Theater an der Wien di Vienna diretta dal compositore. Il manoscritto originale è andato perduto.
La sinfonia venne dedicata al principe Karl Lichnowsky.
Beethoven passò diversi mesi a Heiligenstadt (oggi uno dei quartieri settentrionali del distretto di Döbling di Vienna, ma all'epoca era una località di campagna, nella quale recarsi d'estate in villeggiatura), tra la primavera e l'autunno 1802, nei quali portò a termine la sinfonia.

## Analisi della sinfonia
Beethoven utilizza per la prima volta un sapore eroico che verrà maggiormente ripreso nelle sinfonie successive.
Non dobbiamo tuttavia dimenticare che si tratta degli anni della scoperta della malattia che lo porterà alla sordità; ecco quindi come i contrasti, sia ritmici sia melodici, senza tralasciare quelli metrici, sono ora spia della romantica "sofferenza" dell'autore.
Si potrebbe dire che il significato dei movimenti, da un punto di vista extramusicale, sia in correlazione chiastica; è infatti proprio nel primo e nell'ultimo movimento che Beethoven maggiormente vive queste cupe tensioni, in particolare negli allegri, sfruttando così introduzione e code per ristabilire quell'ordine che, a partire dalle successive sinfonie, verrà abbandonato sempre più.
Il primo movimento della sinfonia si apre con un breve e solenne Adagio molto, nel quale si può addirittura ascoltare un'anticipazione di quello che sarà, molti anni dopo, il tema principale della Sinfonia n. 9. Questa introduzione lenta sfocia in un ampio Allegro in forma sonata, dal carattere spigliato e gioioso. Il secondo movimento un Larghetto, anch'esso di ampie proporzioni, dalle caratteristiche di grande distensione e soavità. Il terzo movimento è uno scherzo ironico e grottesco: da notare come il minuetto cambi per la prima volta in Beethoven il nome in scherzo. Conclude la sinfonia un Allegro molto.

### Analisi del primo movimento
Il primo movimento della sinfonia ha come metro tre quarti nell'introduzione e metro quattro quarti nel resto del movimento; la tonalità di base è re maggiore. L’indicazione agogica (o tempo) indicata è Adagio molto per l'introduzione (prime 34 battute) e Allegro con brio in seguito. La struttura formale è quella di una forma-sonata con le tre parti: esposizione - sviluppo - ripresa, precedute da una introduzione.

#### Introduzione
L'introduzione (un Adagio molto in tre quarti) occupa le prime 34 misure del primo movimento dove, secondo Berlioz, "gli effetti più belli si succedono senza confusione e sempre in una maniera inaspettata". Pur essendo una introduzione abbastanza lunga, molto opportunamente Beethoven con scale di semicrome e gruppetti ha reso questo Adagio iniziale fluido e scorrevole soprattutto nella distribuzione dei vari pensieri melodici "fra varie voci e vari timbri dell'orchestra, facendoli scaturire uno dall'altro fino ad una sosta improvvisa su uno scultoreo tema discendente in re minore".
Questa introduzione può essere divisa in tre sezioni. La prima sezione (da misura 1 a misura 12) si presenta con alcuni accordi di tutta l'orchestra inframezzati da brevi escursioni dei legni e dei violini. Il primo accordo presenta subito la tonalità di base: re maggiore.[batt. 1-9]
La seconda sezione (da misura 12 a misura 24) modula alla sopradominante (si bemolle maggiore) ed è costituita da alcune figurazioni di biscrome e semibiscrome in dialogo tra i legni e gli archi su un lento ma continuo crescendo. [batt. 12-13]
La terza sezione (da misura 24 a misura 34) è introdotta da un pedale di dominante (nota la) dei corni e si conclude con una rapida scala discendente di semibiscrome dei primi violini che incominciata sulla settima di dominante (la minore settima) si ferma sulla tonica (nota re). "L'introduzione è unita all'allegro colla forma classica, col ritorno cioè del tono di re a mezzo della dominante la". [batt. 25-34]

#### Esposizione
Con la presentazione del primo tema (da misura 34 a misura 73 comprese le codette) cambia sia il metro in quattro quarti sia l’indicazione agogica (o tempo) in Allegro con brio. Il primo tema, il cui nucleo s'individua nelle battute 34-37 presentato dalle viole e dai violoncelli, incomincia alla tonica (nota re) e termina alla tonica dopo essere salito fino alla dominante (nota la) e si propone con un carattere quasi militare con una "andatura marziale e potentemente ritmata".[batt. 34-37]
Dopo una misura di transizione sulla tonica (battuta 37) il tema si ripresenta (battute 38 - 41) con l'armonia della sottodominante (sol maggiore sesta) per terminare su un crescendo impostato sulla settima di dominante della dominante (mi maggiore settima). [batt. 37-43]
Il crescendo si risolve dopo 6 battute in una nuova figurazione (derivata dal tema principale) esposta alla tonica con tutto l'organico strumentale con la dinamica forte: è la codetta (o chiusura) del tema principale e termina a misura 57. [batt. 47-51]
A misura 57 incomincia un ponte modulante con la funzione di condurre il discorso musicale al secondo tema. Si tratta di una transizione che dalla tonica (nota re) porta alla tonalità della dominante (nota la) del secondo gruppo tematico attraverso un pedale di dominante di dominante (nota mi). Lo spunto per questa transizione, dopo alcuni accordi orchestrali sulla tonica terminati a misura 61 in un improvviso innalzamento di un tono (per raggiungere la dominante della dominante - nota mi), è dato "da una frase svelta e brillante, annunciata dapprima dai soli archi, e che sembra quasi una parodia della celebre marcia turca mozartiana".[batt. 61-63]
Il secondo tema (da misura 73)  è "come una dolce fanfara di vittoria" e consiste di una prima frase di 4 misure (domanda) nella tonalità della tonica (la maggiore) esposta in piano dai clarinetti, fagotti e corni, seguita da una seconda frase (risposta), sempre di 4 misure, esposta da tutta l'orchestra in fortissimo nella tonalità relativa minore (fa diesis minore).[batt. 73-80]
Se la prima parte dell'Esposizione guarda alla tradizione: l'Adagio molto introduttivo ricorda le lunghe introduzioni delle sinfonie haydniane, mentre l'Allegro con brio guarda ai modelli mozartiani delle ultime sinfonie; inoltre si può notare che l'andamento militaresco e risoluto del secondo tema è già tipicamente beethoveniano. Dopo una riesposizione integrale del secondo tema (misure 81 - 88) il discorso musicale si conclude con una consueta codetta (misure 88 - 101) o "perorazione" sulla dominante.
A misura 102 il tema principale (una sua variazione) ritorna con la tonica che con le cadenze conclusive termina l'esposizione (coda dell'esposizione). In questa fase "il motivo del primo tema viene ripetuto con insistenza dagli archi prima di sbriciolarsi contro fitti accordi collettivi caratterizzati da un continuo alternarsi di piano e fortissimo".[batt. 102-109]
Le ultime battute di questa fase modulano alla tonalità di la maggiore (dominante) per preparare il ritorno del tema principale sulla tonica.

#### Sviluppo
Lo sviluppo occupa 77 battute (da misura 138 a misura 215) e utilizza il materiale tematico sia del primo tema sia del secondo tema. Questa fase può essere divisa in due parti: (1) sviluppo del primo tema (battute 138 - 181) e (2) sviluppo del secondo tema con la codetta finale (battute 182 - 215). Per la prima volta nella forma sonata della sinfonia lo sviluppo si presenta in modo sostanzioso nel quale viene elaborato adeguatamente sia il primo tema (come da tradizione) sia (e qui sta la novità) in modo approfondito anche il secondo soggetto. Lo sviluppo, dopo la seconda sinfonia di Beethoven, diventa così il cuore stesso della composizione dove il flusso drammatico si apre a soluzioni sempre più complesse e imprevedibili.
Nella prima parte dello sviluppo importante è il gruppetto di quattro semicrome della parte iniziale del tema principale. Prima viene presentato all'unisono dalle viole e violoncelli, "poi è ripreso isolatamente per stabilire sia delle progressioni in crescendo, sia delle imitazioni fra gli strumenti a fiato e quelli a corda". La tonalità per l'inizio di questo sviluppo è la tonica minore (re minore).[batt. 156-165]
Nelle fasi conclusive di questa prima parte dello sviluppo (batt. 170) appare una nuova figurazione (sempre derivata dai temi fondamentali della sinfonia) presentata dai violini primi, mentre fanno da contrappunto le viole, violoncelli e fagotti con la stessa figurazione sfasata di mezza battuta; contemporaneamente i corni e le trombe producono un pedale sulla tonica (nota re). La figurazione consiste in una prima frase ascendente (dal re al do naturale) e poi discendente nuovamente fino al re. La funzione del pedale degli ottoni è quella di preparare l'ambiente armonico dello sviluppo del secondo tema: sol maggiore (sottodominante). La nota re, in questo modo, viene a poco a poco percepita come la dominante della sottodominante.[batt. 170-175]
A misura 182 nell'armonia della sottodominante (sol maggiore) appare il secondo tema ai violini I e II. L'elemento che viene utilizzato per questo sviluppo sono le quattro semiminime della parte conclusiva del tema. Per 10 misure questo gruppo rimbalza continuamente dai flauti e oboi agli archi bassi e il fagotto finché dopo alcune misure di crescendo ai violini appare una nuova figurazione (derivata però proprio dalla linea melodica delle quattro semiminime). L'armonia dal sol maggiore si sposta sul fa diesis maggiore (mediante rispetto alla tonica re). Un pedale di do diesis dei legni (a misura 198)  accompagna questa nuova figurazione. Il do diesis riferito alla tonica (re) può essere interpretato come la dominante della mediante. [batt. 198-204]
Il pedale sul do diesis prosegue ai violini primi e secondi contrappuntati dai legni. Ora la dinamica di colpo diventa piano mentre gli archi bassi continuano con la nota do diesis tenuta. Un crescendo, favorito dall'entrata del corno, modula l'armonia dal do diesis al la maggiore (dominante della tonica - il do diesis inoltre è la mediante del la maggiore). Quindi su uno sforzando dell'intera orchestra ritorna il primo tema nella tonalità di partenza (re maggiore). [batt. 209-218]

#### Ripresa e coda
La ripresa (misura 216)  è relativamente tradizionale. Ritorna il tema principale alla tonica (re maggiore) ripetuto due volte (la seconda volta nella tonalità della sottodominante). Un breve crescendo (11 misure) porta direttamente al ponte modulante (da misura 233 a 244) in preparazione alla riesposizione del secondo tema (vedi le battute simili dell'esposizione da misura 61 e seguenti). L'ambientazione armonica è la dominante (la maggiore) individuata nel pedale dei corni in quanto il secondo tema (come da norma) deve essere riesposto nella tonalità di base (re maggiore). Quindi la codetta del secondo tema (da misura 253 a misura 273) chiude il secondo tema sul ritorno del primo in una ambientazione armonica dove prevale la dominante. Segue una ripresa variata del primo tema che porta direttamente alla coda della riesposizione nell'armonia della dominante.
A misura 304 incomincia la coda finale con la ripresa della figurazione iniziale dello sviluppo. La tonalità è consolidata ormai sulla tonica, armonia che non verrà più abbandonata fino alla fine del movimento. In un '"clima sempre più baldanzoso e quasi battagliero" si "arriva alla fine senza essersi concesso un minuto di tregua" anche se il finale perde un po' della spontaneità della prima parte del movimento e risulta "piuttosto convenzionale, rigida apoteosi dello spirito di marcia che ha animato tutto il movimento".

#### Schema riassuntivo
| Parte         | Sezione                     | Sottosezione                                | Grado                                              | Tonalità                                  | Battute:da-a |
| ------------- | --------------------------- | ------------------------------------------- | -------------------------------------------------- | ----------------------------------------- | ------------ |
| Introduzione  | Prima sezione               |                                             | I (tonica)                                         | re maggiore                               | 1 - 12       |
| Introduzione  | Seconda sezione             |                                             | VI (sopradominante)                                | si b maggiore                             | 12 - 24      |
| Introduzione  | Terza sezione               |                                             | V (dominante) => I (tonica)                        | la magg. => re magg.                      | 24 - 34      |
| Esposizione   | Area del primo tema         | Tema principale                             | I (tonica)                                         | re maggiore                               | 34 - 37      |
| Esposizione   | Area del primo tema         | Transizione                                 | I (tonica)                                         | re maggiore                               | 37           |
| Esposizione   | Area del primo tema         | Riesposizione del tema                      | IV (sottodominante)                                | sol maggiore 6a                           | 38 - 41      |
| Esposizione   | Area del primo tema         | Crescendo                                   | dominante della dominante                          | mi magg. 7a                               | 41 - 46      |
| Esposizione   | Area del primo tema         | Codetta del tema                            | I (tonica)                                         | re magg.                                  | 47 - 57      |
| Esposizione   | Ponte modulante             |                                             | I (tonica) =>II (dom. della dom.) => V (dominante) | re magg. => mi magg. => la magg.          | 57 - 72      |
| Esposizione   | Area del secondo tema       | Tema secondario (prima frase - domanda)     | V (dominante)                                      | la maggiore                               | 73 - 76      |
| Esposizione   | Area del secondo tema       | Tema secondario (seconda frase - risposta)  | III (mediante - relativa minore della dom.)        | fa # minore                               | 77 - 80      |
| Esposizione   | Area del secondo tema       | Riesposizione del tema                      | V (dominate)/III (mediante)                        | la magg./ fa # min.                       | 81 - 88      |
| Esposizione   | Area del secondo tema       | Codetta del secondo tema                    | V (dominante)                                      | la maggiore                               | 88 - 101     |
| Esposizione   | Coda dell'esposizione       |                                             | I (tonica) => V (dominante)                        | re magg. => la magg.                      | 102 - 137    |
| Sviluppo      | Prima fase                  | Elaborazione del "gruppetto" del primo tema | I (tonica minore)                                  | re minore                                 | 138 - 169    |
| Sviluppo      | Prima fase                  | Nuova figura                                | pedale sulla tonica (= dominante della sottodom.)  | re minore (re min. 7a)                    | 170 - 181    |
| Sviluppo      | Seconda fase                | Elaborazione del secondo tema               | IV (sottodominante)                                | sol maggiore                              | 182 - 197    |
| Sviluppo      | Seconda fase                | Ponte modulante per la riesposizione        | III (mediante) => V (dominante)                    | fa diesis (pedale sul do#) => la magg. 7a | 198 - 215    |
| Riesposizione | Primo tema                  |                                             | I (tonica)                                         | re maggiore                               | 216 - 232    |
| Riesposizione | Ponte modulante (crescendo) |                                             | V (dominante)                                      | la magg.                                  | 233 - 244    |
| Riesposizione | Secondo tema                |                                             | I (tonica)                                         | re maggiore                               | 245 - 260    |
| Riesposizione | Codetta del secondo tema    |                                             | V (dominante)                                      | la maggiore                               | 260 - 273    |
| Riesposizione | Coda riesposizione          |                                             | V (dominante)                                      | la maggiore                               | 274 - 303    |
| Coda finale   |                             |                                             | I (tonica)                                         | re maggiore                               | 304 - 360    |

### Analisi del secondo movimento
Il secondo movimento della sinfonia ha come metro tre ottavi e la tonalità di base di la maggiore. L’indicazione agogica (o tempo) indicata è Larghetto. La struttura formale è quella di una forma-sonata con le tre classiche parti: esposizione - sviluppo - ripresa.
Il secondo movimento è pieno di melodie immerse in atmosfere armoniche luminose. "Musica della felicità", come alcuni commentatori l'hanno definita, oppure "Nachtmusik" (musica notturna) nata dal dolcissimo paesaggio viennese. Non esiste un tema vero e proprio ma una larga frase sviluppata come se si trattasse di musica vocale e le varie frasi principali ogni volta vengono presentate con nuovi dettagli e ricchezza di ornamenti. Notevole è il modo di variare i temi attraverso un continuo contrapporre e accumulare elementi o richiami a incisi precedenti; come ad esempio la ripresa leggermente variata rispetto all’esposizione. Inoltre Beethoven nel Larghetto investe molto sull'orchestrazione, ossia dividendo il materiale tematico tra le varie sezioni strumentali che dialogando tra di loro in questo modo arricchiscono il contenuto espressivo del movimento e della dinamica. Non mancano tuttavia critiche negative dovute oltre alla eccessiva lunghezza del movimento (quasi prolissità), anche a quell'"impressione di costruito" (Giovanni Carli Ballola).

#### Esposizione
L'esposizione ha una struttura molto complessa e articolata; in essa si possono distinguere un primo gruppo tematico (alla tonica), un breve ponte modulante, un secondo gruppo tematico (alla dominante) e le cadenze Conclusive dell'esposizione. All'interno di queste parti possiamo individuare cinque periodi con ognuno una figura tematica ben precisa.
Il primo gruppo tematico (da misura 1 a misura 32) comprende una prima figura tematica con ripetizione (primo periodo) e una seconda figura tematica con ripetizione (secondo periodo). La prima figura tematica, "maestosa e ritmata come un corale", occupa le prime 8 misure del movimento ed è presentata dagli archi (violini I e II in primo piano). Il tema incomincia alla tonica (la maggiore) sale fino alla dominante (mi maggiore) e ridiscende rimanendo nell'area armonica della dominante.[batt. 1-8]
Questo primo tema viene ripetuto integralmente dai legni (misure 8 - 15), mentre gli archi sono di rinforzo e accompagnamento con un pungente controcanto di acute note staccate, e i corni sviluppano un pedale sulla dominante. L'ambiente armonico è quello della dominante (nota mi), confermato sia dal pedale dei corni sia dal si maggiore (dominante della dominante) nella parte finale della frase. A misura 17, senza soluzione di continuità, appare la seconda figura tematica (secondo periodo), sempre di 8 misure. Ancora una volta sono gli archi a presentare inizialmente questo ulteriore tema. L'armonia è sempre quella della dominante.[batt. 17-24]
La ripetizione del tema (misure 24 - 32) ritorna ai legni e ritorna anche la tonica (la maggiore). Con la fine del secondo tema termina anche il primo gruppo tematico. Il ponte modulante seguente (o anche terzo periodo) consiste nella terza figura tematica (nell'armonia della tonica) in dialogo tra legni e archi e quindi in una modulazione per tutta l'orchestra verso la dominante (nota mi). Questo breve tema è "particolarmente seducente quando sono i primi violini a pronunciarlo da soli".[batt. 32-40]
Per quattro volte il tema rimbalza tra i legni (tonica - nel modo minore durante la ripetizione dei legni) e gli archi (dominante) finché alcuni accordi paralleli a ritmo di croma e semicroma interrompono questa figurazione e conducono decisamente alla tonalità della dominante (mi maggiore) passando a misura 47 per il si maggiore (dominante della dominante).
Il secondo gruppo tematico (da misura 47 a misura 82) si presenta con la quarta figura tematica (o quarto periodo). La struttura di questo gruppo è A-B-B'. Questo quarto tema (misure 47 - 51) si presenta con una frase aperta, come una dichiarazione sentimentale, che si perde, nella ripetizione, in un complicato gioco di quartine, ritmi puntati con partecipazione di tutta l'orchestra. L'ambientazione armonica è mi maggiore - si maggiore, e quindi siamo nella dominante rispetto al la (tonica).[batt. 47-55]
Il tema (con la ripetizione) è la parte A. Le altre due parti (B e B1) consistono in due crescendi; più breve il primo (B: misure 55 - 61), più lungo e articolato il secondo (B1: misure 62 - 82). Si chiude così il Secondo Gruppo Tematico; quello che segue è la cadenza conclusiva dell'esposizione (misure 82 - 99) con una quinta figura tematica (o quinto periodo). È "la melodia più beata del brano, una sorta di barcarola, inquadrata in un liquido disegno di biscrome ed eseguita dai secondi violini e violoncelli nei registri medio bassi". [batt. 82-86]
Il tema incomincia e termina nella dominante (mi maggiore); armonia che viene mantenuta nella ripetizione del tema e nella seguente codetta. E in mi maggiore (le tre crome di battuta 99) termina l'esposizione, preparazione per il ritorno della tonica nel successivo sviluppo.

#### Sviluppo
Lo sviluppo poggia soprattutto sul primo tema anche se nel finale compare la variante B della quarta figura tematica. Può essere suddiviso in tre fasi ognuna delle quali incomincia sempre con un crescendo per terminare con la dinamica fortissimo con tutta l'orchestra.
La prima fase (misure 100 - 117) ripropone la prima battuta (inciso iniziale) del tema principale nell'armonia di la minore. Subito il discorso si allontana dal tema per approdare dopo un crescendo di note ribattute (decine e decine di semicrome) alla tonalità della dominante minore (mi minore).[batt. 98-117]
Nella seconda fase (misure 117 - 138) si ritorna al pianissimo mentre l'armonia ora si sposta repentinamente alla dominante maggiore (mi maggiore). Il tema (esposto dai legni) è sempre meno riconoscibile, mentre i violini ribattono continuamente le stesse note (sol diesis e si) presto seguiti dai fiati. Il flusso musicale ora si trasforma in un pulviscolo di semicrome e biscrome sul fa maggiore prima e sul fa minore alla fine (misura 136) con una dinamica sempre in fortissimo, mentre il fagotto e l'oboe continuano a proporre l'inciso iniziale del primo tema.[batt. 117-129]
La terza fase (misure 138 - 158) incomincia proponendo la parte B del quarto tema (misure 55 - 61 dell'esposizione). L'ambientazione armonica è sol maggiore che è "percepita" come dominante della mediante (rispetto alla tonica di partenza, la maggiore). In realtà questo pezzo (in definitiva in do maggiore) non fa che aumentare la forza e l'effetto di mascheratura dell'uniformità del movimento.[batt. 137-142]
Le ultime 4 battute dello sviluppo (154 - 157) realizzano una classica cadenza per il ritorno della tonica (la maggiore) e del tema principale nell'ultima parte del movimento (riesposizione): la maggiore (tonica) - si minore (dominante della dominante) - mi maggiore e mi maggiore settima (dominante).

#### Riesposizione e coda finale
La riesposizione (misure 158 - 261) riprende tutto il percorso fatto nell'esposizione con alcune minime varianti. La ripetizione del terzo tema (battuta 193 e seg.) modula al modo minore (la minore). Modulazione mantenuta anche nel ponte di collegamento successivo in preparazione all'entrata del quarto tema (secondo gruppo tematico) alla tonica (la maggiore) e non alla dominante come nell'esposizione. La dominante (la maggiore) compare un'ultima volta nelle battute finali (258 - 259) della codetta della riesposizione prima della coda finale. Quest'ultima (misure 262 - 276) si presenta con un ultimo ritorno del tema principale alla tonica. Una cadenza autentica (settima di dominante - tonica) conclude il movimento.

#### Schema riassuntivo
| Parte       | Sezione                                     | Sottosezione                                    | Grado                                                            | Tonalità                                    | Battute:da-a |
| ----------- | ------------------------------------------- | ----------------------------------------------- | ---------------------------------------------------------------- | ------------------------------------------- | ------------ |
| Esposizione | Primo Gruppo Tematico                       | Periodo 1 Prima figura tematica - Esposizione   | I (tonica) => V (dominante)                                      | la maggiore => mi maggiore                  | 1 - 8        |
| Esposizione | Primo Gruppo Tematico                       | Prima figura tematica - Ripetizione             | V (dominante)/II (sopratonica) = domin. della domin.             | mi maggiore/si maggiore                     | 8 -16        |
| Esposizione | Primo Gruppo Tematico                       | Periodo 2 Seconda figura tematica - Esposizione | V (dominante)                                                    | mi maggiore                                 | 17 - 24      |
| Esposizione | Primo Gruppo Tematico                       | Seconda figura tematica - Ripetizione           | V (dominante) => I (tonica)                                      | mi maggiore => la maggiore                  | 24 - 32      |
| Esposizione | Ponte modulante                             | Periodo 3 Terza figura tematica - Esposizione   | I (tonica)                                                       | la maggiore                                 | 32 - 36      |
| Esposizione | Ponte modulante                             | Terza figura tematica - Ripetizione             | I (tonica minore)                                                | la minore                                   | 36 - 40      |
| Esposizione | Ponte modulante                             | Modulazione                                     | => V (dominante)                                                 | => mi maggiore                              | 40 - 47      |
| Esposizione | Secondo Gruppo Tematico                     | Periodo 4 Quarta figura tematica - Esposizione  | [II (sopraton.= dom. della dom.] V (dominante)                   | (si maggiore) mi maggiore                   | 47 - 51      |
| Esposizione | Secondo Gruppo Tematico                     | Quarta figura tematica - Ripetizione            | [II (sopraton.= dom. della dom.] V (dominante)                   | (si maggiore) mi maggiore                   | 51 - 55      |
| Esposizione | Secondo Gruppo Tematico                     | Primo crescendo                                 | V (dominante)                                                    | mi maggiore                                 | 55 - 61      |
| Esposizione | Secondo Gruppo Tematico                     | Secondo crescendo                               | V (dominante)                                                    | mi maggiore                                 | 62 - 82      |
| Esposizione | Coda dell'esposizione (cadenze conclusive)  | Periodo 5 Quinta figura tematica - Esposizione  | V (dominante)                                                    | mi maggiore                                 | 82 - 90      |
| Esposizione | Coda dell'esposizione (cadenze conclusive)  | Quinta figura tematica - Codetta                | V (dominante)                                                    | mi maggiore                                 | 90 - 99      |
| Sviluppo    | Prima fase                                  | (Elaborazione del Primo tema)                   | Modo minore:I (tonica) => V (dominante)                          | la minore => mi minore                      | 100 - 117    |
| Sviluppo    | Seconda fase                                | (Ulteriore sviluppo del Primo tema)             | V (dominante)/VI (sopradom.)                                     | mi maggiore/fa maggiore                     | 117 - 138    |
| Sviluppo    | Terza fase                                  | (Elaborazione del Quarto tema)                  | VII (sensibile)                                                  | sol maggiore                                | 138 -153     |
| Sviluppo    | Cadenza di rientro                          |                                                 | II (mediante - dom. della dom.) => V (dominante) [=> I (tonica)] | si maggiore => mi maggiore (=> la maggiore) | 154 - 157    |
| Ripresa     | Primo Gruppo Tematico                       | Periodo 1 Prima figura tematica - Esposizione   | I (tonica) => V (dominante)                                      | la maggiore => mi maggiore                  | 158 - 165    |
| Ripresa     | Primo Gruppo Tematico                       | Prima figura tematica - Ripetizione             | V (dominante)/II (sopratonica) = domin. della domin.             | mi maggiore/si maggiore                     | 165 - 173    |
| Ripresa     | Primo Gruppo Tematico                       | Periodo 2 Seconda figura tematica - Esposizione | V (dominante)                                                    | mi maggiore                                 | 173 - 180    |
| Ripresa     | Primo Gruppo Tematico                       | Seconda figura tematica - Ripetizione           | V (dominante) => I (tonica)                                      | mi maggiore => la maggiore                  | 181 - 188    |
| Ripresa     | Ponte modulante                             | Periodo 3 Terza figura tematica - Esposizione   | I (tonica)                                                       | la maggiore                                 | 189 - 193    |
| Ripresa     | Ponte modulante                             | Terza figura tematica - Ripetizione             | I (tonica minore)                                                | la minore                                   | 193 - 197    |
| Ripresa     | Ponte modulante                             | Modulazione                                     | I (tonica minore)                                                | la minore                                   | 197 - 210    |
| Ripresa     | Secondo Gruppo Tematico                     | Periodo 4 Quarta figura tematica - Esposizione  | I (tonica)                                                       | la maggiore                                 | 210 - 215    |
| Ripresa     | Secondo Gruppo Tematico                     | Quarta figura tematica - Ripetizione            | I (tonica)                                                       | la maggiore                                 | 216 - 219    |
| Ripresa     | Secondo Gruppo Tematico                     | Primo crescendo                                 | I (tonica)                                                       | la maggiore                                 | 219 - 225    |
| Ripresa     | Secondo Gruppo Tematico                     | Secondo crescendo                               | I (tonica)                                                       | la maggiore                                 | 226 - 245    |
| Ripresa     | Coda dell'esposizione (cadenze conclusive)  | Periodo 5 Quinta figura tematica - Esposizione  | I (tonica)                                                       | la maggiore                                 | 246 - 250    |
| Ripresa     | Coda dell'esposizione (cadenze conclusive)  | Quinta figura tematica - Codetta                | I (tonica) = V (dominante)                                       | la maggiore = mi maggiore                   | 250 - 261    |
| Coda finale | (Ultimo ritorno dell'inciso del Primo tema) | (Cadenza autentica)                             | I (tonica) => V (dominante) => I (tonica)                        | la maggiore => mi maggiore => la maggiore   | 262 - 276    |

### Analisi del terzo movimento
Il terzo movimento della sinfonia ha come metro tre quarti e la tonalità di base di re maggiore. L’indicazione agogica (o tempo) indicata è Allegro. La struttura formale è quella di uno scherzo con trio con le tre classiche parti: Esposizione e sviluppo dello scherzo - esposizione e sviluppo del trio - ripresa integrale dello scherzo.
Questo terzo movimento è intitolato scherzo, e non più minuetto come nella Prima sinfonia. Abbiamo ancora lo spirito dialogante del minuetto o le contrapposizioni timbriche e melodiche del trio, ma da questa sinfonia "il terzo movimento che tradizionalmente è il meno importante, diventa nelle mani del musicista di Bonn l'occasione per sperimentare le più inquietanti novità formali".

#### Esposizione e sviluppo dello scherzo
Lo scherzo può essere suddiviso in tre parti: prima parte: esposizione (misure 1 -16); seconda parte: sviluppo (misure 17 - 38); terza parte: ripresa e finale (misure 39 - 84). La prima parte e la seconda parte insieme alla terza parte vengono ripetute integralmente (segno di "ritornello").
Nella prima parte (esposizione) viene subito presentato il tema dello scherzo: è un semplice inciso di tre semiminime ascendenti per gradi congiunti. "L'enunciato vede una continua contrapposizione fra un accordo forte a ranghi completi e le tre note in staccato" che rimbalzando da uno strumento all'altro creano una continua varietà di colori orchestrali mai visti prima d'ora. Questo inciso viene ripetuto in 12 battute; nelle altre 4 misure l'inciso compare lievemente variato oppure in formazione discendente. L'armonia iniziale è quella della tonica (re maggiore) per finire (a misura 16) sulla dominante (la maggiore).[batt. 1-16]
Nella seconda parte (sviluppo) l'inciso si presenta nel modo minore (la minore), ma per cambiare immediatamente in una nuova melodia sbilenca, deformata ulteriormente attraverso delle sincopi. L'armonia è quella della sopradominante (si bemolle maggiore).[batt. 17-25]
La nuova melodia viene subito ripetuta con il rinforzo dei flauti e degli oboi per fermarsi su alcune esitanti battute per soli archi su un pedale dei contrabassi sulla dominante (misura 33), preludio alla parte conclusiva dello Scherzo. Nella Terza parte viene ripreso l'inciso iniziale alla tonica che attraverso altri percorsi modulanti (a misura 59 ritorna il modo minore e l'armonia in si bemolle) conduce a un pedale di dominante (la) a tutta orchestra (misura 81) per chiudere sulla tonica (re maggiore).

#### Esposizione e sviluppo del trio
Il tema del trio, "una melodia gentile, quasi ingenua" dai toni bucolici ("un lontanissimo ricordo della musica concertante tedesca del primo settecento"), è presentata dai soli fiati. La tonalità è quella della tonica (re maggiore) con un'escursione nella dominante (la maggiore) nella zona centrale della melodia. [batt. 84-93]
Il trio può essere suddiviso in tre parti: parte 1 (misure 84-93) esposizione del trio; parte 2 (misure 94-108) sviluppo; parte 3 (misure 108-130) ripresa variata. Lo sviluppo incomincia con la triade di fa diesis maggiore esposta dagli archi con una serie di doppie note legate per chiudere su un accordo di tutta l'orchestra sulla nota la ritornata naturale (dominante) dopo un tremolo/pedale degli archi sul fa diesis. [batt. 94-111]
Segue la ripresa variata del trio (terza parte) e di seguito la ripetizione integrale dello Scherzo.

#### Schema riassuntivo
| Parte   | Sezione              | Sottosezione  | Grado                                           | Tonalità                               | Battute:da-a |
| ------- | -------------------- | ------------- | ----------------------------------------------- | -------------------------------------- | ------------ |
| Scherzo | Esposizione del tema | Prima parte   | I (tonica) => V (dominante)                     | re maggiore => la maggiore             | 1 - 16       |
| Scherzo | Sviluppo             | Seconda parte | V (dom. minore)/VI (sopradominante) => V (dom.) | la minore/si bem. maggiore => la magg. | 17 - 38      |
| Scherzo | Sviluppo             | Terza parte   | I (tonica)                                      | re maggiore                            | 39 - 84      |
| Trio    | Esposizione del tema | Prima parte   | I (tonica)                                      | re maggiore                            | 84 - 93      |
| Trio    | Sviluppo             | Seconda parte | III (mediante)                                  | fa diesis maggiore                     | 94 - 108     |
| Trio    | Sviluppo             | Terza parte   | I (tonica)                                      | re maggiore                            | 108 - 130    |

### Analisi del quarto movimento
Il quarto movimento della sinfonia ha come metro due mezzi (tempo tagliato) e la tonalità di base di re maggiore. L’indicazione agogica (o tempo) indicata è Allegro molto. La struttura formale è una via di mezzo tra la forma-sonata (esposizione - sviluppo - ripresa) e il rondò (ciclica riesposizione dell'inciso iniziale), ossia "rondò-sonata".

#### Esposizione
L'esposizione occupa le prime 107 misure e, analizzando il movimento attraverso la struttura della forma-sonata, si individuano due gruppi tematici: il primo alla tonica con due temi e il secondo alla dominante. Il primo tema si compone di due parti: (a) un bizzarro inciso iniziale di tre battute asimmetrico (praticamente è il tema del rondò), spezzato da pause e da larghi intervalli (un salto discendente di dodicesima nell'armonia della settima di dominante), fortemente accentato sulla prima nota terminante con un trillo e alcuni accordi, e (b) una seconda parte consistente in una spigliata corsa elegante e graziosa dei primi violini conclusa su due forti accordi a tutta orchestra (tonica - dominante). [batt. 1-7]
Questo primo tema viene riproposto senza varianti (misure 6 - 12). Segue subito una transizione (misure 12 - 25) che dalla tonica (re maggiore) suonata dalle trombe e dai corni (semibrevi con legature di valore), porta alla dominante (la maggiore): accordi ribattuti a tutta orchestra sulla nota la. A misura 26 appare un secondo tema (sempre nell'area del primo gruppo tematico). Il tema proposto inizialmente dai violoncelli e quindi ripreso in contrappunto da tutti gli archi gravita (in modo equivoco) attorno alla dominante e consiste in un "cantabile a note lunghe legate, ascendenti e discendenti". [batt. 26-33]
A poco a poco entrano tutti gli altri strumenti finché un pedale sulla dominante (nota la) portato avanti dai violoncelli, corni e trombe, conclude (a misura 50) la parte assegnata al primo gruppo di temi. Una rapida discesa di crome ribattute dei primi violini a misura 52 introduce il Secondo tema' (o tema principale del secondo gruppo di temi) . Questo nuovo tema si presenta come un lungo dialogo tra i legni. L'armonia è quella prevista della dominante proposta con insistenza dalle semiminime puntate degli archi. [batt. 51-59]
A misura 68 il tema viene riproposto ma nel modo minore (la minore). Il modo maggiore viene perentoriamente ripreso a misura 84 da tutta l'orchestra. L'acme espressiva di questa fase viene raggiunto nelle battute 94 - 98 dove tutta l'orchestra suona in fortissimo l'accordo di settima di dominante (la maggiore settima) sia verticalmente con accordi dei violini, trombe, corni e clarinetti, sia orizzontalmente con arpeggi dei flauti, oboi, fagotti e archi bassi. Improvvisamente, "con un brusco cambiamento di atmosfera emotiva", l'orchestra tace e un dialogo sincopato tra fagotto e violini porta direttamente allo Sviluppo. Da notare le appoggiature dei violini che preannunciano il ritorno del tema principale.

#### Sviluppo
Lo sviluppo (da misura 107 a misura 184) riprende i vari temi dell'esposizione "tuttavia rielaborati in superficie e in modo molto più sommario rispetto al primo movimento" anche se è presente una complessa rielaborazione armonica. Lo sviluppo incomincia con il tema del rondò (parte a e parte b). Tema che viene riproposto (come nell'esposizione iniziale) ma con la parte b in minore (re minore). Segue (misure 119 - 131) un pedale sulla tonica minore per tutta l'orchestra. A misura 131 incomincia lo sviluppo vero e proprio sulla parte b del tema principale (sempre in minore). Segue una parte più concitata dove appaiono frequentemente gli elementi della parte a del tema. Un episodio omofonico di tutti gli archi (a misura 157) introduce l'armonia di do diesis (in realtà questa armonia va percepita come la dominante della mediante - nota fa diesis). In effetti tutta la fase finale dello sviluppo è basata sulla parte a del tema con l'armonia sulla mediante (fa diesis maggiore) rafforzata da un insistente pedale (sforzandi sulla nota fa diesis) degli ottoni.[batt. 157-179]
Un'ultima modulazione: mediante (fa diesis maggiore) => dominante della mediante (do diesis maggiore) => dominante (la maggiore) prepara la riesposizione nella tonica (re maggiore).

#### Riesposizione e coda finale
La riesposizione (da misura 184) regolarmente ripresenta gli stessi elementi musicali dell'esposizione fino al secondo tema (misura 236) che, secondo la norma, viene ripresentato alla tonica (re maggiore) e non alla dominante come nell'esposizione. Dopo la ripetizione del tema (in minore = re minore), una codetta (a misura 268 con il ritorno al modo maggiore) porta a un episodio sincopato dei soli violini primi (similmente alla fine dell'esposizione) che prelude la Coda Finale.
La coda finale (da misura 293), insolitamente ampia, si ricollega al materiale musicale precedente attraverso il tema principale (misure 293 - 310). La prima esposizione (parti a e b) è nella forma integrale, mentre la ripetizione vede la parte b abbreviata per condurre direttamente all'esposizione del secondo tema su un pedale di dominante (misure 312 - 335) che a misura 322 si trasforma perentoriamente in un pedale sulla tonica (re). A misura 336 (dopo un accordo a tutta orchestra sulla dominante) incomincia la coda finale vera e propria con dei nuovi materiali tematici presto arricchiti dal guizzante inciso sincopato del tema principale. L'armonia iniziale è il fa diesis maggiore (la mediante rispetto alla tonica) che presto viene ricondotta alla dominante. Per 42 misure (da misura 372 a misura 414) abbiamo una prima perorazione durante la quale "si assiste ad una vera corsa di note, una corsa altrettanto spigliata quanto elegante e graziosa". A misura 414 improvvisamente riappare a tutta orchestra l'armonia di fa diesis (in realtà è un accordo omofonico sulla sola nota fa diesis). Poche battute e riappare la cellula iniziale del primo tema nell'armonia della tonica (re maggiore) che non verrà più abbandonata fino alla fine del movimento (perorazione conclusiva).

#### Schema riassuntivo
| Parte         | Sezione        | Sottosezione                           | Grado                                             | Tonalità                                                | Battute:da-a |
| ------------- | -------------- | -------------------------------------- | ------------------------------------------------- | ------------------------------------------------------- | ------------ |
| Esposizione   | Primo gruppo   | Primo tema (parte a)                   | I (tonica)                                        | re maggiore                                             | 1 - 3        |
| Esposizione   | Primo gruppo   | Primo tema (parte b)                   | I (tonica)                                        | re maggiore                                             | 3 - 7        |
| Esposizione   | Primo gruppo   | Primo tema (ripetizione di a e b)      | I (tonica)                                        | re maggiore                                             | 7 - 12       |
| Esposizione   | Primo gruppo   | Transizione                            | I (tonica) => V (dominante)                       | re maggiore = la maggiore                               | 12 - 25      |
| Esposizione   | Primo gruppo   | Tema secondario + codetta              | V (dominante)                                     | la maggiore                                             | 26 - 51      |
| Esposizione   | Secondo gruppo | Secondo tema                           | V (dominante)                                     | la maggiore                                             | 52 - 67      |
| Esposizione   | Secondo gruppo | Ripetizione del secondo tema in minore | V (dominante)                                     | la minore                                               | 68 - 83      |
| Esposizione   | Secondo gruppo | Codetta (ritorno del modo maggiore)    | V (dominante)                                     | la maggiore                                             | 84 - 107     |
| Sviluppo      |                | Parte a                                | I (tonica)                                        | re maggiore                                             | 107 -109     |
| Sviluppo      |                | Parte b                                | I (tonica)                                        | re maggiore                                             | 109 - 113    |
| Sviluppo      |                | Ripetizione (parte b in minore)        | I (tonica)                                        | re maggiore/minore                                      | 113 - 119    |
| Sviluppo      |                | Pedale sulla tonica in minore          | I (tonica)                                        | re minore                                               | 120 - 130    |
| Sviluppo      |                | Sviluppo della parte b                 | I (tonica)                                        | re minore                                               | 131 - 138    |
| Sviluppo      |                | Sviluppo della parte a                 | I (tonica)                                        | re minore                                               | 139 - 156    |
| Sviluppo      |                | Episodio omofonico                     | VII (sensibile = dominante della mediante)        | do diesis maggiore                                      | 157 - 165    |
| Sviluppo      |                | Fase finale dello sviluppo su a        | III (mediante)                                    | fa diesis maggiore                                      | 165 - 181    |
| Sviluppo      |                | Modulazioni finale per la riconduzione | III (mediante) => VI (sensibile) => V (dominante) | fa diesis maggiore => do diesis maggiore => la maggiore | 181 - 183    |
| Riesposizione | Primo gruppo   | Primo tema (parte a)                   | I (tonica)                                        | re maggiore                                             | 184 - 186    |
| Riesposizione | Primo gruppo   | Primo tema (parte b)                   | I (tonica)                                        | re maggiore                                             | 186 - 190    |
| Riesposizione | Primo gruppo   | Primo tema (ripetizione di a e b)      | I (tonica)                                        | re maggiore                                             | 190 - 196    |
| Riesposizione | Primo gruppo   | Transizione                            | I (tonica) => V (dominante)                       | re maggiore = la maggiore                               | 196 -209     |
| Riesposizione | Primo gruppo   | Tema secondario + codetta              | V (dominante)                                     | la maggiore                                             | 210 - 235    |
| Riesposizione | Secondo gruppo | Secondo tema                           | I (tonica)                                        | re maggiore                                             | 236 - 251    |
| Riesposizione | Secondo gruppo | Ripetizione del secondo tema in minore | I (tonica)                                        | re minore                                               | 252 - 267    |
| Riesposizione | Secondo gruppo | Codetta (ritorno del modo maggiore)    | I (tonica)                                        | re maggiore                                             | 268 - 293    |
| Coda finale   |                | Parte a                                | I (tonica)                                        | re maggiore                                             | 293 - 295    |
| Coda finale   |                | Parte b                                | I (tonica)                                        | re maggiore                                             | 295 - 299    |
| Coda finale   |                | Ripetizione parte a + codetta          | I (tonica) = V (dominante) .                      | re maggiore => la maggiore                              | 299 - 312    |
| Coda finale   |                | Tema secondario                        | V (dominante) = I (tonica)                        | la maggiore => re maggiore                              | 312 - 335    |
| Coda finale   |                | Ulteriore sviluppo su a                | III (mediante)                                    | fa diesis maggiore                                      | 336 - 371    |
| Coda finale   |                | Prima perorazione                      | I (tonica)                                        | re maggiore                                             | 372 - 415    |
| Coda finale   |                | Perorazione conclusiva                 | I (tonica)                                        | re maggiore                                             | 416 - 442    |

## Discografia
- Wiener Philharmoniker, Felix Weingartner, Naxos 8 110856
- NBC Symphony Orchestra, Arturo Toscanini, RCA Victor Gold Seal – GD60253
- Orchestra di Cleveland, George Szell, Sony Classical – SBK 47651
- Boston Symphony Orchestra, Erich Leinsdorf, RCA, Gl 42218, 1977
- Staatsoper Orchestra di Vienna, Michael Gielen, Vedette,4037
- Berliner Philharmoniker, Herbert von Karajan, DGG SKL 101
- Orchestra del XVIII Secolo, Frans Brüggen, Philips – 422 389-2
- Berliner Philharmoniker, Claudio Abbado, 00289 477 5864
- Orchestra del Gewandhaus di Lipsia, Riccardo Chailly, Decca – 478 3492